# Peruaanse klifzwaluw
De Peruaanse klifzwaluw (Petrochelidon rufocollaris) is een zangvogel die behoort tot de familie van de zwaluwen.

## Verspreiding en leefgebied
Deze soort komt voor in Ecuador en Peru en telt twee ondersoorten:
- P. r. aequatorialis: zuidwestelijk Ecuador.
- P. r. rufocollaris: westelijk Peru.

## Status
De grootte van de populatie is niet gekwantificeerd maar de soort wordt omschreven als vrij algemeen. Op de Rode lijst van de IUCN heeft deze soort de status niet bedreigd.